# 김태구
김태구(金泰求, 1982년 9월 27일 ~ )는 전 KBO 리그 두산 베어스의 투수이다. 동생 김양구 선수는 마산에서 야구를 시작했으며 형이 두산 베어스에 입단하자 배명고등학교에서 야구를 다시 시작하여 두산 베어스에서 활약하였다.

## 출신학교
- 양덕초등학교
- 마산중학교
- 마산고등학교

## 등번호
- 67번
- 35번

## 통산 기록
알 수 없음